# Bibliothèque américaine de Nancy
La Bibliothèque américaine de Nancy (BAN) est une bibliothèque universitaire (BU) rattachée à l'Université de Lorraine, fondée en 1972 à Nancy, en Meurthe-et-Moselle (France). De nombreuses activités pour tous les âges y sont régulièrement organisées, afin de mettre en valeur la culture anglophone.

## Localisation
La bibliothèque est située dans les locaux du site Léopold de la présidence de l'Université de Lorraine au 34, cours Léopold à Nancy.

## Histoire
La toute première Bibliothèque américaine de France, la Bibliothèque américaine de Paris, est fondée en 1920. Elle décide alors de créer d’autres sites et s’implante dans les villes de Nancy, d’Angers, et de Montpellier. Aujourd’hui, seules « les branches » de Nancy et Angers sont restées ouvertes.
Fondée en 1972, la Bibliothèque américaine de Nancy est le résultat d’un partenariat entre la Bibliothèque américaine de Paris, l'Université Nancy-II et la ville de Nancy. Tout d’abord implantée à la MJC Lillebonne, elle déménage en 1995 pour être hébergée au sein du Pôle Universitaire Européen où elle se trouve actuellement. En 1986, La Bibliothèque américaine de Nancy a vu la création de l’Association des Amis de la Bibliothèque Américaine de Nancy (ABAN), composée à ce jour de plus d’une centaine d’adhérents. L’ABAN soutient et participe activement à la vie de la Bibliothèque en organisant des activités et des animations régulières, tout en faisant la promotion de la culture anglo-saxonne.

## Missions
Le personnel de la Bibliothèque américaine de Nancy s’occupe d’accueillir, de renseigner, d’orienter le public ainsi que de mettre les collections à disposition et de les valoriser.
À l’origine, la « Bibliothèque américaine » se veut être une médiathèque anglophone, c’est un lieu de découverte de la culture anglophone et de l’apprentissage de l’anglais.

## Fonctionnement
La Bibliothèque américaine de Nancy propose plusieurs types de documents dont la quasi-totalité est de langue anglaise. On y retrouve de la littérature classique et contemporaine, des romans policiers et de science-fiction/fantasy, des DVD films/séries, de la presse anglo-saxonne, de la littérature jeunesse, des livres-audio, des bandes dessinées, des méthodes d’apprentissage et des documentaires. Pour ces derniers, la BAN utilise une classification internationale : la classification décimale de Dewey. Cette classification permet de ranger les documents par codes disciplinaires correspondant chacun à une discipline précise.

## Animations
L’Association des Amis de la Bibliothèque Américaine de Nancy propose plusieurs activités pour tous les âges, dont deux discussions en anglais par semaine sur une variété de thèmes, menées par un anglophone natif ou par une personne ayant vécu dans un pays anglophone, la célébration de Thanksgiving, ainsi que de Noël, des rencontres avec des auteurs, des clubs de lecture ou encore des activités pour les enfants,.